# Тихомирова Анна Тимурівна
Анна Тимурівна Тихомирова (м. Каховка, Україна) — українська акторка. Учасниця реаліті «Супермодель по-українськи 3».

## Життєпис
Анна Тихомирова народилася в місті Каховка Херсонської області України.
Закінчила Київську муніципальну академію естрадного та циркового мистецтва (спеціальність «актор кіно і театру»).

## Творчість

### Фільмографія
- 2019 — Новенька — Анна-Марія[1]
- 2019 — Я все тобі доведу — Силкіна
- 2018 — Чужі рідні — епізод
- 2018 — Пес-4 — Рита
- 2018 — DZIDZIO Перший раз — Квітка (головна роль)
- 2018 — Здамо будиночок біля моря — епізод
- 2017 — Друге життя Єви — Люся
- 2016 — Поганий хороший коп — Олена
- 2016 — Лист надії — епізод
- 2016 — Заміж після всіх — Лора в юності
- 2014 — Дворняжка Ляля — Христина